# Провулок В'ячеслава Радіонова
Прову́лок В'ячесла́ва Радіо́нова — провулок у Деснянському районі міста Києва, селище Биківня. Пролягає від вулиці Радистів до Биківнянської вулиці.

## Історія
Провулок виник у 50-ті роки XX століття під назвою 1-ша Нова вулиця. З 1957 року мав назву Вешенський провулок.
Сучасна назва на честь українського пілота, Героя України В'ячеслава Радіонова, який загинув, захищаючи Україну від російського військового вторгнення, — з 29 серпня 2024 року.